# Głuszyca 2
Głuszyca 2, Głuszyca II (biał. Глушыца 2, Głuszyca 2; ros. Глушица 2, Głuszyca 2) – chutor na Białorusi, w obwodzie grodzieńskim, w rejonie ostrowieckim, w sielsowiecie Michaliszki.
Graniczy z Rezerwatem Krajobrazowym Jeziora Soroczańskie.

## Historia
Pod zaborami i w II Rzeczypospolitej zaścianki. Mapa WIG z 1933 oraz Wykaz miejscowości Rzeczypospolitej Polskiej z 1938 wymieniają cztery zaścianki Głuszyca I, II, III i IV. W miejscu współczesnego chutoru Głuszyca 2 znajdował się zaścianek Głuszyca II. Głuszyca I i III położone były w jego najbliższym sąsiedztwie, natomiast Głuszyca IV leżała ok. 1 km na południowy zachód od nich. Współcześnie Głuszyca I, III i IV nie istnieją.
W XIX i w początkach XX w. położona była w Rosji, w guberni wileńskiej, w powiecie zawilejskim/święciańskim. Po I wojnie światowej pod administracją polską, w Zarządzie Cywilnym Ziem Wschodnich. W latach 1920–1922 w składzie Litwy Środkowej.
Od 11 kwietnia 1922 leżała w Polsce, w województwie wileńskim, w powiecie święciańskim, w gminie Aleksandrowo/Żukojnie.
Po II wojnie światowej w granicach Związku Sowieckiego. Od 1991 w niepodległej Białorusi.